# Iulian din Tars
Iulian (în latină Julianus; d. între anii 305 și 311), denumit în surse diverse ca Iulian Martirul, Iulian din Antiohia, Iulian din Tars, Iulian din Cilicia și Iulian din Anazarbus, a fost un sfânt martir creștin din secolul al IV-lea. El este uneori confundat cu Sf. Iulian, care a fost martirizat cu soția lui, Vasilissa.

## Viața
Avea rang senatorial, fiind fiul unui senator păgân și al unei mame creștine. Dorind să evite persecuțiile, femeia și-a dus fiul, după moartea soțului, la Tars, unde copilul a fost botezat și crescut cu evlavie. A fost ucis în timpul persecuțiilor lui Dioclețian. Legenda lui afirmă că el a fost supus unor torturi groaznice și purtat zilnic timp de un an întreg prin diverse orașe din Cilicia. Apoi a fost așezat într-un sac cusut pe jumătate plin cu nisip, scorpioni și șerpi veninoși și aruncat în mare. Marea i-a dus corpul la Alexandria, unde a fost îngropat, înainte de a fi mutat în Antiohia.
Sfântul Ioan Gură de Aur a ținut o predică în onoarea lui Iulian la Antiohia, a cărei bazilică este considerată a fi locul de odihnă veșnică a moaștelor lui Iulian.
Sărbătoarea lui este 21 iunie în Biserica Ortodoxă și 16 martie în Biserica Romano-Catolică.